# Прапор Британської Території в Індійському Океані
Прапор Британської Території в Індійському Океані — офіційний символ заморського володіння Британської Території в Індійському Океані, затверджений 8 листопада 1990 року. Де-факто є прапором комісара території, що використовується лише на суходолі.

## Опис
Прапор Британської території в Індійському океані являє собою прямокутне полотнище зі співвідношенням ширини до довжини 1:2. Тло прапора складається з почергових синіх та білих хвилястих смуг; у правій частині прапора розміщено зображення пальми та корони. У лівій верхній чверті розміщено емблему Юніон Джек, характерну для прапорів британських залежних територій.

## Галерея

Неофіційний прапор, що використовувався у 1990 році
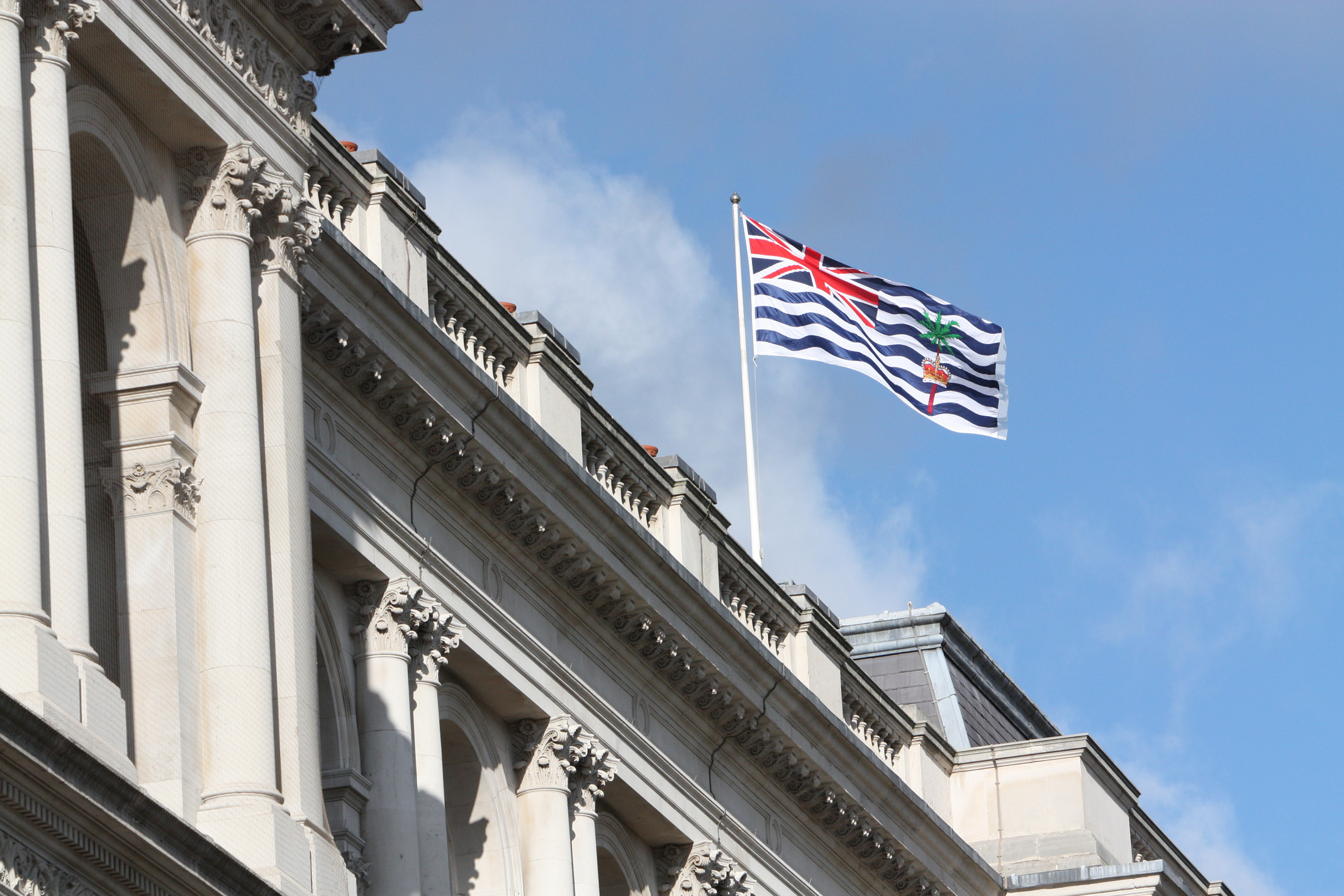
Прапор на будівлі Форин-офіса у Лондоні